# Spoorlijn Keulen - Kranenburg
De spoorlijn Keulen - Kranenburg ook wel Linksniederrheinische Strecke genoemd is een Duitse spoorlijn tussen Keulen, Neuss, Krefeld en Kleef naar de Nederlandse grens bij Kranenburg, als spoorlijn 2610 en tegenspoor DB 2618 tussen Köln Hauptbahnhof en Köln-Nippes onder beheer van DB Netze. Bij de Nederlandse grens werd aangesloten op het Nederlandse deel van de spoorlijn Kleef - Nijmegen. Deze is sinds 1991 buiten bedrijf. Het spoor kan wel tussen Groesbeek en Kleef sinds 2008 voor toeristische doeleinden met spoorfietsen bereden worden ("Grensland-Draisine"). Het traject tussen Keulen en Kleef is in gebruik.

## Geschiedenis
De Linksniederrheinische Strecke van de Cöln-Crefelder Eisenbahn-Gesellschaft (CCE) tussen Keulen en Neuss werd op 15 november 1855 geopend en op 26 januari 1856 via Fischeln naar Krefeld verlengd. Vanaf 23 augustus 1866 werd het traject verlegd via Krefeld-Oppum.
Nadat de Rheinische Eisenbahn-Gesellschaft (RhE) op 11 november 1859 een verdrag had gesloten met de Cöln-Crefelder Eisenbahn-Gesellschaft, werd het traject van Keulen naar Krefeld op 1 juli 1860 in gebruik genomen. Als aansluiting op het Nederlandse spoorwegnet en de Nederlandse havens werd het traject tussen Krefeld en Kleve op 1 maart 1863 geopend.

### Ongeval
Op zaterdag 7 augustus 2010 vond om 5.20 uur te Geldern een ongeluk plaats tussen een werktrein van DB met 19 wagons en drie treinstellen van de NordWestBahn type Lint. Ondanks de lage snelheid (ongeveer 40 km/h) was de schade groot. Het is niet bekend waarom de treinen op hetzelfde spoor terechtkwamen. Door het verbod om ander materieel in te zetten werd vanaf maandag een nooddienstregeling van kracht.

## Treindiensten
De Deutsche Bahn verzorgt het personenvervoer op dit traject met RE en RB treinen. De NordWestBahn en National Express verzorgen het personenvervoer met RE treinen.
| Serie      | Treinsoort                          | Route | Bijzonderheden                                                                    |
| ---------- | ----------------------------------- | --- | --------------------------------------------------------------------------------- |
| RE 6 (RRX) | Regional-Express (National Express) | Köln/Bonn Luchthaven – Köln Hbf – Neuss Hbf – Düsseldorf Hbf – Duisburg Hbf – Essen Hbf – Bochum Hbf – Dortmund Hbf – Hamm Hbf – Gütersloh Hbf – Bielefeld Hbf – Minden (Westf) | Rhein-Weser-Express                                                               |
| RE 7       | Regional-Express (National Express) | Rheine – Münster (Westf) Hbf – Hamm (Westf) – Hagen Hbf – Wuppertal Hbf – Solingen Hbf – Köln Hbf – Neuss Hbf – Krefeld Hbf                                                     | Rhein-Münsterland-Express                                                         |
| RE 10      | Regional-Express (NordWestBahn)     | Düsseldorf Hbf – Krefeld Hbf – Kempen (Niederrhein) – Aldekerk – Nieukerk – Geldern – Kevelaer – Weeze – Goch – Bedburg-Hau – Kleve                                             | Niers-Express ma-vr 2x per uur, za-zo 1x per uur                                  |
| RB 25      | Regionalbahn (DB Regio NRW)         | Köln Hansaring – Köln Hbf – Rösrath – Overath – Dieringhausen – Gummersbach – Meinerzhagen – Brügge (Westf) – Lüdenscheid                                                       | Oberbergische Bahn Köln-Engelskirchen 2x per uur, 1x per uur van/naar Lüdenscheid |

### S-Bahn
Op het traject en deels op de parallelle spoorlijn Köln Hauptbahnhof - Köln-Worringen rijdt de S-Bahn Rhein-Ruhr de volgende routes:
| Serie | Treinsoort            | Route | Bijzonderheden                                                                                          |
| ----- | --------------------- | --- | --- |
| S 6   | S-Bahn (DB Regio NRW) | Köln-Worringen – Köln-Nippes – Köln Hbf – Langenfeld (Rhld) – Düsseldorf-Benrath – Düsseldorf Hbf – Ratingen Ost – Essen Hbf                       | Dienstregeling S6 geldig vanaf 10-12-2023                                                               |
| S 11  | S-Bahn (DB Regio NRW) | Düsseldorf Luchthaven Terminal – Düsseldorf Hbf – Neuss Hbf – Norf – Nievenheim – Dormagen – Köln Hbf – Bergisch Gladbach                          | Dienstregeling S11 geldig vanaf 10-12-2023                                                              |
| S 12  | S-Bahn (DB Regio NRW) | Horrem – Köln-Ehrenfeld – Köln Hbf – Porz-Wahn – Troisdorf – Siegburg/Bonn – Hennef (Sieg) – Eitorf – Au (Sieg)                                    | Dienstregeling S12 geldig vanaf 10-12-2023                                                              |
| S 19  | S-Bahn (DB Regio NRW) | (Aachen Hbf – ) Düren – Horrem – Köln-Ehrenfeld – Köln Hbf – Köln/Bonn Luchthaven – Troisdorf – Siegburg/Bonn – Hennef (Sieg) – Eitorf – Au (Sieg) | Rijdt alleen twee keer per nacht tussen Aachen Hbf en Düren. Dienstregeling S19 geldig vanaf 10-12-2023 |

## Aansluitingen
In de volgende plaatsen is of was er een aansluiting op de volgende spoorlijnen:
Köln Hauptbahnhof
DB 2600, spoorlijn tussen Keulen en Aken
DB 2608, spoorlijn tussen Köln Hauptbahnhof en Köln Ehrenfeld
DB 2616, spoorlijn tussen Köln Hauptbahnhof en Köln Betriebsbahnhof
DB 2622, spoorlijn tussen Keulen en Düren
DB 2630, spoorlijn tussen Keulen en Bingen
DB 2633, spoorlijn tussen Köln Hauptbahnhof en Köln-Deutz, buitenste sporen
DB 2638, spoorlijn tussen Köln Hauptbahnhof en Köln West
DB 2639, spoorlijn tussen Köln Hauptbahnhof en Köln-Deutz, binnenste sporen
DB 2670, spoorlijn tussen Keulen en Duisburg
Köln-Longerich
DB 2615, spoorlijn tussen Köln West en Köln-Longerich
Neuss Hauptbahnhof
DB 2525, spoorlijn tussen Neuss en de aansluiting Linderhausen
DB 2530, spoorlijn tussen Neuss en Neersen
DB 2534, spoorlijn tussen Neuss en Düsseldorf-Oberkassel
DB 2536, spoorlijn tussen de aansluiting Steinhausstraße en Neuss
DB 2550, spoorlijn tussen Aken en Kassel
DB 2580, spoorlijn tussen Düren en Neuss
aansluiting Lohbruch
DB 2504, spoorlijn tussen de aansluiting Lohbruch en Rheinhausen
Krefeld-Oppum
DB 2503, spoorlijn tussen Krefeld-Oppum Of en Krefeld-Oppum Ko
DB 2505, spoorlijn tussen Krefeld en Bochum
DB 2520, spoorlijn tussen Mönchengladbach en Krefeld-Oppum
Krefeld Hauptbahnhof
DB 2500, spoorlijn tussen Krefeld Hbf en Krefeld-Linn
DB 2501, spoorlijn tussen Krefeld en Mönchengladbach-Speick
DB 2502, spoorlijn tussen Krefeld Hauptbahnhof en Krefeld Süd
DB 2520, spoorlijn tussen Mönchengladbach en Krefeld-Oppum
DB 9251, spoorlijn tussen Krefeld en Viersen
DB 9258, spoorlijn tussen Krefeld en Moers
Kempen
DB 2512, spoorlijn tussen Kempen en Kaldenkirchen
Süchteln - Hüls, spoorlijn tussen Süchteln en Hüls
Geldern
DB 2514, spoorlijn tussen Geldern Ost en Geldern
DB 2518, spoorlijn tussen Geldern en de aansluiting Meerbeck
Goch
DB 2515, spoorlijn tussen Büderich en Hassum
Kleve
DB 2330, spoorlijn tussen Rheinhausen en Kleef
DB 2516, spoorlijn tussen Spyck en Kleef

## Elektrificatie
Het traject tussen Keulen en Krefeld werd tussen 1959 en 1963 geëlektrificeerd met een wisselspanning van 15.000 volt 16⅔ Hz.